# Truellum biconvexum
Truellum biconvexum är en slideväxtart som först beskrevs av Bunzo Hayata, och fick sitt nu gällande namn av Sojak. Truellum biconvexum ingår i släktet Truellum och familjen slideväxter. Inga underarter finns listade i Catalogue of Life.